# Small-Patella-Syndrom
Das Small-Patella-Syndrom (kurz: SPS) ist eine sehr seltene angeborene Fehlbildung mit Skelettdysplasie der unteren Gliedmaßen und des Beckens. Die Bezeichnung bezieht sich auf ein mögliches Hauptmerkmal des Syndromes, nämlich die zu kleine oder gar fehlende Kniescheiben (lat. Patella).
Synonyme sind Coxo-podo-patellares Syndrom; Ischiopatellare Dysplasie; Scott-Taor-Syndrom; Patella-aplasie, Coxa vara und Tarsal-synostose; englisch Congenital coxa vara, patella aplasia and tarsal synostosis; Ischiocoxopodopatellar syndrome with or without pulmonary arterial hypertension
Die Namensbezeichnung bezieht sich auf die Erstbeschreibung aus dem Jahre 1979 durch die Londoner Orthopäden James E. Scott und William S. Taor.

## Epidemiologie
Weltweit sind weniger als 50 Patienten gemeldet worden. Die Vererbung erfolgt autosomal-dominant.

## Ursachen
Der Erkrankung liegen Mutationen im TBX4-Gen auf Chromosom 17 Genort q23.zugrunde.
Mutationen in diesem Gen liegen auch der Autosomal-rezessiven Amelie zugrunde, allerdings mit autosomal-rezessivem Erbgang.

## Symptome
SPS kann Veränderungen der Kniescheiben, der Hüftknochen sowie der Fuß- und Gesichtsknochen umfassen. Auch die Lunge und die Wirbelsäule können betroffen sein. Wie der Name schon sagt, sind bei Menschen mit SPS in den meisten Fällen eine oder beide Kniescheiben sehr klein (hypoplastisch) oder fehlen ganz (aplastisch). Dies kann zu Schmerzen im Knie, zur Abnutzung der Weichteile um das Knie (Arthrose) und zu häufigen Kniescheibenverrenkungen führen. Zu den Veränderungen an den Füßen gehören eine große Lücke zwischen der großen und der zweiten Zehe (Sandalenlücke) und Plattfuß (Pes planus).
Eine Person mit SPS kann anormal geformte Hüft- (Becken-) knochen haben, was dazu führen kann, dass das Bein auf der betroffenen Seite kürzer ist (coxa vara). Die Hüftknochen können auch schwach sein oder eher brechen (Frakturen). Selten können Menschen mit SPS Veränderungen der Gesichtsknochen (charakteristische Gesichtszüge) aufweisen, wie z. B. ein sehr kleines Kinn (Mikrognathie), eine Gaumenspalte oder eine abgeflachte Nase. Andere, weniger häufige Merkmale des Syndroms sind eine gekrümmte Wirbelsäule (Skoliose) oder häufige Zahnlöcher. Einige Menschen mit SPS haben eine pulmonal-arterielle Hypertonie. Dies bedeutet, dass der Blutdruck in den Arterien der Lunge höher ist als erwartet.
Die Anzeichen und Symptome reichen von Schmerzen infolge einer Gonarthrose bei älteren Menschen bis hin zu wiederkehrenden Verrenkungen im Kindesalter, Knieschmerzen und der Unfähigkeit zu laufen oder Fahrrad zu fahren. Einige Fälle sind jedoch asymptomatisch.

## Diagnose
Der Verdacht auf SPS wird geäußert, wenn ein Arzt bei einer körperlichen Untersuchung Merkmale dieses Syndroms feststellt, z. B. eine kleine oder fehlende Kniescheibe oder ein Bein, das kürzer ist als das andere. Eine Person kann auch über Schmerzen in den Knien oder häufige Verrenkungen klagen oder eine Vorgeschichte mit gebrochenen Hüftknochen haben. Die Diagnose kann durch bildgebende Untersuchungen wie Röntgenaufnahmen, Sonografie oder Magnetresonanztomographie (MRT) bestätigt werden.
Genetische Tests (Humangenetik) des TBX4-Gens können zur Bestätigung der Diagnose SPS herangezogen werden. Allerdings weist nicht jede Person mit SPS eine Veränderung (Mutation oder pathogene Variante) im TBX4-Gen auf, die durch einen Gentest nachgewiesen werden kann. Es wird angenommen, dass pathogene Varianten in anderen Genen ebenfalls SPS verursachen können.

## Differentialdiagnostik
Abzugrenzen sind andere Krankheiten mit fehlender oder hypoplastischer Patella wie das familiäre Patella-Aplasie-Hypoplasie-Syndrom (PTLAH) oder die Osteoonychodysplasie (Nagel-Patella-Syndrom).

## Prognose
Einige Menschen mit SPS haben keine Symptome, da sie nur leichte Merkmale aufweisen. Andere Menschen sprechen gut auf Behandlungsmöglichkeiten wie Physio- oder Ergotherapie und/oder Schmerzmittel an. Manche Menschen mit SPS haben jedoch mit häufigen Kniescheibenverrenkungen, Patellaluxationen und Schmerzen zu kämpfen, die durch das Syndrom verursacht werden, und dies kann ihre körperliche Aktivitäten einschränken oder ihre Lebensqualität anderweitig beeinträchtigen. Wenn die Schmerzen stark, chronisch und behindernd sind, sollten diejenigen, die eine Person mit SPS betreuen, auf Anzeichen von Depressionen und/oder Angstzuständen achten. Es wird eine Vorstellung beim Orthopäden aufgrund der möglichen assoziierten Anomalien des Beckens und des Femurs empfohlen, ebenso wie eine Durchführung einer Echokardiografie bei einem Kardiologen aufgrund assoziierten möglichen pulmonalen Hypertonie.

## Therapie
Die Behandlung von SPS hängt von der Schwere der Symptome bei jedem Betroffenen ab. Einige Menschen mit SPS können von schmerzlindernden Medikamenten, Ergotherapie oder Physiotherapie profitieren. Bei anderen Menschen kann eine Operation zur Reparatur der Kniescheibe erforderlich sein.